# 니시와키정 (와카야마현)
니시와키정(西脇町)은 와카야마현 가이소군에 있던 정이다. 

## 역사
- 1889년 4월 1일 - 정촌제 시행에 의해 아마군 니시와키촌이 성립하였다.
- 1896년 4월 1일 - 아마군, 나구사군과 합병해 가이소군이 되었다.
- 1954년 2월 1일 - 정으로 승격해 니시와키정이 되었다.
- 1955년 6월 1일 - 와카야마시에 편입해, 동일 니시와키정은 폐지되었다.

## 경찰서
- 와카야마키타 경찰서
- 와카야마키타 경찰서 니시와키 파출소(와카야마시 니시조)